# Бойова кінозбірка № 9
«Бойова кінозбірка № 9» — радянська кінозбірка 1942 року, що складається з трьох новел («Квартал № 14», «Маяк» і «Сині скелі») на тему Німецько-радянської війни, знята Київською кіностудією, що знаходилася в евакуації в місті Ашхабад (Туркменська РСР).

## Опис
Кінозбірка складається з трьох новел: «Квартал № 14», «Маяк» і «Сині скелі».

### «Квартал №14»

#### Сюжет
Фашистська окупація Польщі. Листівки із закликом: «Поляки, беріться за зброю!» — розклеєні на стінах будинків. У кварталі № 14 вночі був вбитий німецький офіцер. Карателі попередили, що кожен десятий житель кварталу буде знищений, якщо не видадуть вбивцю офіцера. Тієї хвилини, коли повинна була початися каральна акція, з даху одного з будинків полетіли вже знайомі листівки, і люди накинулися на катів.

#### У ролях
- Владислав Красновецький — поляк
- Самуїл Дитлович — Ганс Мюллер
- Марк Бернес — польський робочий
- Ядвіга Анджеєвська — Ядзя

#### Знімальна група
- Режисер — Ігор Савченко
- Сценарист — Соломон Лазурін
- Оператор — Юрій Єкельчик
- Композитор — Сергій Потоцький
- Художник — Катерина Юкельсон

### «Маяк»

#### Сюжет
У новелі розповідається про боротьбу радянського народу з фашизмом, коли воювали і старі, й малі, допомагаючи армії, наближаючи перемогу.

#### У ролях
- Ганс Клерінг — німецький офіцер
- Микола Степанов — партизан
- Борис Рунге — Кирюша
- Валентина Миронова — Євдокія Трохимівна Клименко, матір
- Віктор Бубнов — матрос
- Микола Братерський — майор
- Самуїл Дитлович — німецький лейтенант

#### Знімальна група
- Режисер — Марк Донськой
- Сценарист — Юрій Олеша
- Оператор — Олексій Мішурин
- Композитори — Юлій Мейтус, Андрій Штогаренко
- Художник — Михайло Солоха

### «Сині скелі»

#### Сюжет
Окупація Чехословаччини. У невеликому містечку спалахнуло повстання. Дві вантажівки з німецькими солдатами виїхали до страйкарів. Водіями вантажівок були чехи — батько і син. Не змогли патріоти привезти карателів до місця призначення. Батько направив свою машину у прірву, так само вчинив і син.

#### У ролях
- Георгій Куровський — представник німецької влади
- Олександра Лютова — Машенька
- Костянтин Михайлов — німецький офіцер
- Чеслав Сушкевич — Ладик
- Леонід Кміт — Юзеф
- Лідія Карташова — матір
- Микола Коміссаров — батько

#### Знімальна група
- Режисер — Володимир Браун
- Оператор — Данило Демуцький
- Композитор — Яків Столляр